# Comuna Broșteni, Mehedinți
Broșteni este o comună în județul Mehedinți, Oltenia, România, formată din satele Broșteni (reședința), Căpățânești, Luncșoara, Lupșa de Jos, Lupșa de Sus și Meriș.

### Clădiri de interes cultural național

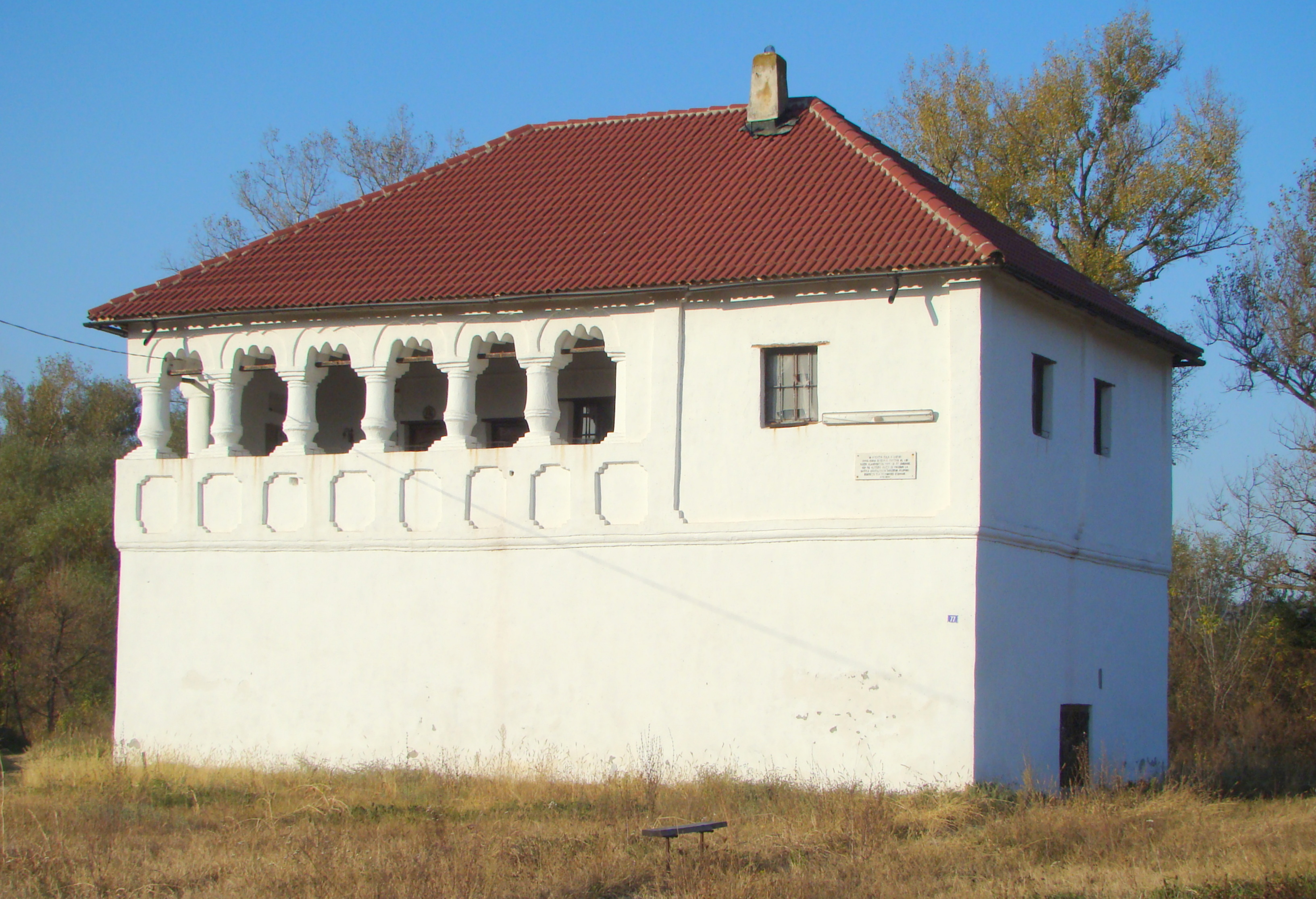
Cula Cuțui

- Cula Cuțui: a fost construită în 1815, în lunca Motrului, de către Ghiță Cuțui, căpitan de panduri în oastea lui Tudor Vladimirescu. Memoria locului păstrează amintirea tragicului destin al tinerei soții a căpitanului Cuțui, răpită de turcii din Ada-Kaleh, care pustiau vestul Olteniei în vremea când cetele lui Pazvantoglu terorizau Bucureștiul. Cula a fost deteriorată în timpul Primului Război Mondial, abandonată după 1916, a fost restaurată în anii ’60. În 1990 a fost recuperată de proprietari, care însă au abandonat-o, astfel că la ora actuală este supusă vandalizării.[4]

## Demografie
Componența etnică a comunei Broșteni
     Români (89,54%)
     Romi (3,62%)
     Alte etnii (6,84%)
Componența confesională a comunei Broșteni
     Ortodocși (91,72%)
     Alte religii (1,24%)
     Necunoscută (7,04%)
Conform recensământului efectuat în 2021, populația comunei Broșteni se ridică la 2.572 de locuitori, în scădere față de recensământul anterior din 2011, când fuseseră înregistrați 2.865 de locuitori. Majoritatea locuitorilor sunt români (89,54%), cu o minoritate de romi (3,62%). Din punct de vedere confesional, majoritatea locuitorilor sunt ortodocși (91,72%), iar pentru 7,04% nu se cunoaște apartenența confesională.

## Politică și administrație
Comuna Broșteni este administrată de un primar și un consiliu local compus din 11 consilieri. Primarul, Alexandru Borugă[*], de la Partidul Social Democrat, este în funcție din 2008. Începând cu alegerile locale din 2024, consiliul local are următoarea componență pe partide politice:
|  | Partid                          | Consilieri | Componența Consiliului | Componența Consiliului | Componența Consiliului | Componența Consiliului | Componența Consiliului |
|  | ------------------------------- | ---------- | ---------------------- | ---------------------- | ---------------------- | ---------------------- | ---------------------- |
|  | Partidul Social Democrat        | 5          |                        |                        |                        |                        |                        |
|  | Alianța pentru Unirea Românilor | 3          |                        |                        |                        |                        |                        |
|  | Partidul Național Liberal       | 3          |                        |                        |                        |                        |                        |

## Vezi și
- Biserica de lemn din Meriș
- Biserica de lemn din Căpățânești
- Biserica „Sfinții Împărați” din Broșteni
- Cula Cuțui